# Parigny (Loira)
Parigny és un municipi francès situat al departament del Loira i a la regió d'Alvèrnia-Roine-Alps. L'any 2007 tenia 561 habitants.

## Demografia

### Població
El 2007 la població de fet de Parigny era de 561 persones. Hi havia 204 famílies de les quals 42 eren unipersonals (19 homes vivint sols i 23 dones vivint soles), 64 parelles sense fills, 94 parelles amb fills i 4 famílies monoparentals amb fills.
La població ha evolucionat segons el següent gràfic:
Habitants censats

### Habitatges
El 2007 hi havia 226 habitatges, 209 eren l'habitatge principal de la família, 4 eren segones residències i 13 estaven desocupats. 203 eren cases i 20 eren apartaments. Dels 209 habitatges principals, 156 estaven ocupats pels seus propietaris, 50 estaven llogats i ocupats pels llogaters i 3 estaven cedits a títol gratuït; 2 tenien una cambra, 4 en tenien dues, 22 en tenien tres, 68 en tenien quatre i 114 en tenien cinc o més. 166 habitatges disposaven pel capbaix d'una plaça de pàrquing. A 68 habitatges hi havia un automòbil i a 134 n'hi havia dos o més.

### Piràmide de població
La piràmide de població per edats i sexe el 2009 era:
| Homes | Edats   | Dones |
| ----- | ------- | ----- |
| 0     | 95 o +  | 0     |
| 0     | 90 a 94 | 0     |
| 8     | 85 a 89 | 4     |
| 0     | 80 a 84 | 0     |
| 8     | 75 a 79 | 8     |
| 0     | 70 a 74 | 8     |
| 4     | 65 a 69 | 8     |
| 12    | 60 a 64 | 4     |
| 24    | 55 a 59 | 24    |
| 20    | 50 a 54 | 20    |
| 24    | 45 a 49 | 20    |
| 16    | 40 a 44 | 16    |
| 24    | 35 a 39 | 8     |
| 16    | 30 a 34 | 28    |
| 24    | 25 a 29 | 28    |
| 8     | 20 a 24 | 16    |
| 12    | 15 a 19 | 24    |
| 20    | 10 a 14 | 20    |
| 16    | 5 a 9   | 8     |
| 36    | 0 a 4   | 8     |

## Economia
El 2007 la població en edat de treballar era de 354 persones, 274 eren actives i 80 eren inactives. De les 274 persones actives 262 estaven ocupades (135 homes i 127 dones) i 12 estaven aturades (6 homes i 6 dones). De les 80 persones inactives 36 estaven jubilades, 31 estaven estudiant i 13 estaven classificades com a «altres inactius».

### Ingressos
El 2009 a Parigny hi havia 211 unitats fiscals que integraven 599 persones, la mediana anual d'ingressos fiscals per persona era de 16.885 €.

### Activitats econòmiques
Dels 39 establiments que hi havia el 2007, 3 eren d'empreses extractives, 1 d'una empresa alimentària, 2 d'empreses de fabricació de material elèctric, 4 d'empreses de fabricació d'altres productes industrials, 2 d'empreses de construcció, 14 d'empreses de comerç i reparació d'automòbils, 3 d'empreses de transport, 4 d'empreses d'hostatgeria i restauració, 2 d'empreses financeres, 3 d'empreses immobiliàries i 1 d'una empresa de serveis.
Dels 2 establiments de servei als particulars que hi havia el 2009, 1 era un guixaire pintor i 1 restaurant.
Dels 6 establiments comercials que hi havia el 2009, 1 era una gran superfície de material de bricolatge, 2 botigues d'electrodomèstics i 3 botigues de mobles.
L'any 2000 a Parigny hi havia 7 explotacions agrícoles que ocupaven un total de 686 hectàrees.

## Equipaments sanitaris i escolars
El 2009 hi havia una escola elemental.

## Poblacions més properes
El següent diagrama mostra les poblacions més properes.